# Delta Blues (romanzo)
Delta Blues è un ecothriller scritto dall'ensemble narrativo Kai Zen nel 2010 e pubblicato da Verdenero del 2010. Il romanzo è ascrivibile alla corrente narrativa del New Italian Epic.
Il libro è disponibile sotto una licenza Creative Commons, precisamente la CC-by-nc-sa.

## Trama
Il romanzo è una cover di Cuore di tenebra di Joseph Conrad.
Martin Klein è un geologo che lavora per l'Ente, multinazionale del petrolio, per anni ha tracciato transetti in Africa, Sudamerica e Nordamerica per individuare nuovi giacimenti, ma oggi è persuaso che il futuro sia nelle fonti rinnovabili. I vertici dell'Ente sono invece convinti che la conversione alle energie pulite farebbe crollare i profitti. Per questo inviano Klein nel Delta del Niger. In apparenza appoggiano il suo progetto, ma in realtà tramano per eliminarlo facendo ricadere la colpa sui ribelli del Movimento per l'Emancipazione del Delta del Niger. Il geologo viene rapito in seguito a un intrigo manovrato dai vertici della compagnia in accordo con il Servizio R dello Sluzba Vnesnej Razvedki, l'intelligence russa. Sulle tracce di Klein per calmare la stampa, i parenti del geologo e alcuni parlamentari europei vicini a Klein, viene inviato Ivo Andriç,nome in codice Tamerlano un agente dei servizi segreti, il cui scopo sembra essere più quello di accertarsi della morte di Klein che quello di salvarlo. Arrivato in Africa si scontra con la dura realtà del luogo e con gli scempi ambientali perpetrati dall'Ente e dopo aver risalito il fiume devastato dall'avidità e dall'inquinamento, riuscirà ad arrivare nel cuore della giungla, dove troverà Klein e capirà che l'orrore è il vero volto del progresso

### Personaggi principali
- Martin Klein
- Ivo Andriç (Tamerlano)
- Nina Klein
- Sunday
- Marguerite Cleenewerck
- Johnny Saa
- Ade (Arlecchino)
- Giacomo Valentini (il diavoletto)
- Movimento per l'Emancipazione del Delta del Niger

## Edizioni
- Kai Zen, Delta Blues, collana Verdenero, Edizioni Ambiente, 2010,  p. 256, ISBN 978-88-96238-63-9.

## Nota
la copertina del libro è firmata da Gipi